# Jun Kyu-hong
Jun Kyu-hong fue un funcionario público y diplomático surcoreano.
Estudió Licenciado en Derecho en la Universidad de Colorado, Master arteum en la Universidad Loyola de Chicago Law School y obtuvo un doctorado en derecho.
Participó en una formación militar en los Estados Unidos.
De 01 de abril de 1951 a 18 de mayo de 1954 fue embajador en París y representó el gobierno surcoreano ante reuniones de las Naciones Unidas.
Del 21 de noviembre de 1960 al 01 de julio de 1961 fue embajador en Bonn.